# Nguyễn Phúc Miên Bảo (sinh 1820)
Để tránh nhầm lẫn với một hoàng tử con vua Minh Mạng có cùng tên gọi, xem Nguyễn Phúc Miên Bảo (sinh 1835).
Nguyễn Phúc Miên Bảo (về sau đọc trại thành Bửu) (chữ Hán: 阮福綿寶; 30 tháng 5 năm 1820 – 8 tháng 3 năm 1854), tước phong Tương An Quận Vương (襄安郡王), biểu tự Duy Thiện (惟善), hiệu Khiêm Trai (謙齋), là một hoàng tử con vua Minh Mạng nhà Nguyễn trong lịch sử Việt Nam.
Quận vương Miên Bảo cùng với hai người anh khác mẹ là Tùng Thiện vương Miên Thẩm và Tuy Lý vương Miên Trinh, nổi tiếng văn hay chữ tốt nức thời, được liệt vào Mạc Vân thi xã. Người đời gọi cả ba ông là Nguyễn triều Tam Đường (阮朝三堂).

## Tiểu sử
Hoàng tử Miên Bảo sinh ngày 19 tháng 4 (âm lịch) năm Canh Thìn (1820), là con trai thứ 12 của vua Minh Mạng, mẹ là Ngũ giai An tần Hồ Thị Tùy. Hoàng tử là con thứ tư của bà An tần.
Miên Bảo có sức khỏe lạ thường, ưa võ nghệ và giỏi cưỡi ngựa bắn cung. Khi trưởng thành, hoàng tử tính tình thận trọng, biết giữ lễ nghĩa, chăm lo đọc sách, thông khắp kinh sử, có tiếng là thơ hay, càng giỏi về thơ quốc âm. Năm Minh Mạng thứ 6 (1825), Dưỡng Chính đường được dựng xong, vua cho hoàng tử Miên Bảo cùng với các anh ra đó học tập.
Năm Minh Mạng thứ 14 (1833), hoàng tử Miên Bảo ra ở phủ riêng. Năm thứ 20 (1839), ông được sách phong làm Tương Quốc công (襄國公). Năm thứ 21 (1840), vua cho đúc các con thú bằng vàng để ban thưởng cho các hoàng thân anh em, các hoàng tử công và hoàng tử chưa được phong tước. Quốc công Miên Bảo được ban cho một con giao long bằng vàng nặng 11 lạng 6 đồng cân.
Năm Thiệu Trị thứ 2 (1842), quốc công Miên Bảo và quốc công Miên Mật hộ giá vua anh ra Bắc thành, hầu hạ tả hữu cẩn thận, được vua khen ngợi. Năm sau (1843), Miên Bảo được gia phong làm Tương An công (襄安公), còn Miên Mật phong làm Quảng Ninh công. Ông được cử làm giáo đạo dạy hai hoàng tử, và cũng là hai cháu ruột của ông, là An Phong công Hồng Bảo và Phúc Tuy công Hồng Nhậm.
Hồng Bảo tuy là con trưởng nhưng lại không được vua cha Thiệu Trị truyền ngôi, mà ngôi báu lại thuộc về hoàng nhị tử Hồng Nhậm, tức vua Tự Đức. Hồng Bảo âm mưu đoạt ngôi 2 lần đều thất bại, qia quyến đều bị xử giảo. Khi đó, Tự Đức nghi thân công Miên Bảo có nhúng tay vào vụ việc trên, song không có chứng cứ buộc tội. Buồn vì bị theo dõi và vì xót thương cho số phận Hồng Bảo, ông đóng cửa ở lỳ trong phủ riêng, lấy thơ và rượu làm khuây.

Năm Tự Đức thứ 7 (1854), Giáp Dần, ngày 10 tháng 2 (âm lịch), thân công Miên Bảo qua đời, hưởng dương 34 tuổi, thụy là Cung Nghị (恭毅). Năm 1878, nhân dịp lễ Ngũ tuần đại khánh (mừng vua được 50 tuổi), vua Tự Đức truy tặng cho ông làm Tương An Quận vương (襄安郡王). Dụ rằng:
"Các chú của trẫm là Tương An công, Quảng Ninh công đã mất, đều là người có học có hạnh, cùng với Tùng Thiện, Tuy Lý cũng suýt soát như nhau, mà nết kính cẩn hiền hậu là tính trời sinh hình như còn hơn. Cho nên là em yêu quý của triều trước đã được đặc ân bao phong, mà cùng trẫm vốn rất thân hậu, chẳng may mất sớm, chưa kịp gia ơn, nay gặp năm khánh tiết, ban ơn không đâu là không khắp, huống hổ đến người cố cựu rất thân ư? Vậy nên biểu dương tên hay cho xứng với người mà yên ủi linh hồn, khuyến khích người sau."
Tẩm mộ và phủ thờ của quận vương Miên Bảo hiện tọa lạc tại phường Thủy Biều, thành phố Huế (gần Hổ Quyền). Ông được táng cạnh Phong Hòa Công chúa Nhu Thuận và Nghĩa Quốc công Miên Tể, là chị và em ruột của ông.

## Gia quyến

### Anh chị em
Bà An tần Hồ Thị Tùy sinh được 3 hoàng tử và 1 hoàng nữ, là:
- Phong Hòa Công chúa Nhu Thuận (21 tháng 4 năm 1819 – 18 tháng 10 năm 1844), hoàng nữ thứ 8, mất sớm chưa kịp lấy chồng.
- Nghĩa Quốc công Miên Tể (21 tháng 10 năm 1822 – 5 tháng 12 năm 1844), hoàng tử thứ 18. Ông là người khiêm tốn, có lễ độ.
- Hòa Thạnh vương Miên Tuấn (12 tháng 6 năm 1827 – 22 tháng 6 năm 1907), hoàng tử thứ 37, cũng là một thi sĩ. Cháu nội của ông là công tôn Ưng Lang, là một nhạc sĩ.

### Con cái
Quận vương Miên Bảo có 18 con trai và 7 con gái. Ông được ngự chế ban cho bộ chữ Y (衣) để đặt tên cho các con cháu trong phòng. Con trai thứ hai của ông là công tử Hồng Bị tập phong làm Tương An Huyện công (襄安縣公), năm Thành Thái thứ 4 (1892) gia phong làm Tương An Quận công (襄安郡公).

## Tác phẩm
Quận vương Miên Bảo khi mất có để lại khá nhiều tác phẩm thi văn:
- Khiêm Trai thi tập, do người em là Miên Tuấn tập hợp và cho khắc in sau khi tác giả đã mất (khoảng năm 1878-1883). Thi tập gồm 14 quyển, 655 bài thơ chữ Hán, làm theo thể cổ phong hoặc Đường luật, lấy đề tài tả cảnh, tự tình, vịnh truyện, vịnh vật...
- Khiêm Trai văn tập gồm 2 quyển, 74 bài[8].

Ngoài ra, ông còn sáng tác nhiều thơ Nôm, song vì không khắc in, nên thất lạc nhiều, chỉ còn lại:
- Hoài Cổ dài 100 câu và Trăm thương dài 36 câu, cả hai khúc ngâm đều được làm theo thể lục bát phối hợp song thất lục bát, để tỏ bày mối tình tri kỷ cùng nỗi xót thương thầm kín của tác giả đối với Hồng Bảo.
- Thơ Đường luật thất ngôn bát cú: còn truyền lại 13 bài.
- Hòa Lạc ca (Bài ca về chiếc thuyền Hòa Lạc): liên ngâm cùng với Miên Thẩm, Miên Trinh.
- Truyện Từ Thức, diễn Nôm theo truyện Từ Thức trong Truyền kỳ mạn lục của Nguyễn Dữ.

Căn cứ nội dung, Nguyễn Khuê tạm chia thơ Miên Bửu thành mấy khuynh hướng, lược ghi:
- Mảng thơ nói đến nếp sống của giai cấp quý tộc, lòng tôn quân, ca ngợi các vua nhà Nguyễn, như: Cung họa ngự chế sơ chính nguyên vận (Kính họa nguyên vận bài ngự chế sơ chính), Tạ từ y cung ký nhất luật (Kính chép một bài thơ luật tạ ơn vua ban áo)...
- Mảng thơ chịu ảnh hưởng Nho, Phật và Lão, như: Thuật sự, Khiển hoài, Linh Hựu quán niệm hương hành chí đồ trung đắc cú (Bài thơ làm trên đường đi dâng hương chùa Linh Hựu), Nhân sự (Việc người đời), Đăng các (Lên các), Đề Lão tử thừa ngưu xa quá quan đồ (Đề tranh Lão tử cưỡi xe trâu qua cửa ải)...
- Mảng thơ sầu vì cha mẹ mất, anh em, bạn bè xa cách, như: Hạ nhật cảm hoài ký trọng đệ Chất Uyển (Ngày hè cảm hoài gửi em Chất Uyển), Lưu biệt thứ vận xá đệ Trọng Chân (Lưu biệt, họa theo vần em Trọng Chân), Tống nhân chi Quảng Nam (Đưa người đi Quảng Nam)...
- Mảng thơ sầu tình, thương vay khóc mướn, sầu trước cảnh thiên nhiên, hoài cổ, như: Không đề, Trách tình nhân lỗi hẹn, Thu khuê, Đãi nguyệt (Chờ trăng), Sầu tư, Đại nhân điếu kỹ (Thay người điếu kỹ nữ), Du Tây Hồ hành (Khúc hát dao chơi Hồ Tây), Văn cầm (Nghe đàn), Bi xuân (Thương xuân), Long Biên hoài cổ thứ vận phụng họa Minh Tĩnh chủ nhân (Long Biên hoài cổ, kính họa theo vần Minh Tĩnh chủ nhân)...
- Mảng thơ lo sợ bị vạ lây và liên quan đến Hồng Bảo, như: Trăm thương, Hoài cổ ngâm, Hoàng nhị tử[9] thư trai nguyên tịch hội ẩm (Rằm tháng Giêng hội ẩm tại phòng sách của Hoàng tử thứ hai)...

## Nhận xét
Về tài văn chương của ông, Đại Nam liệt truyện (chính biên) có chép (dịch):
(Vương) nổi tiếng về thơ, rất sở trường về quốc âm, đặt ra điền từ, thường có nhiều bài hay, sánh ngang với Tùng Thiện Vương và Tuy Lý Vương.
Trong bài Gửi Tuy Lý công, vua Tự Đức có câu:
| Ngã thúc tối hữu danh, Thiền liên Tùng, Tuy, Tương... | Dịch: Chú ta nổi tiếng nhất Bộ ba Tùng, Tuy, Tương... |

Trích thêm ba đánh giá, của:
- Trần Thanh Mại: Tương An sở trường về thi quốc âm, chẳng những đứng về bậc nhất trong các hoàng thân thuở bấy giờ, mà đối với tất cả danh nhân trong làng thơ xưa của ta cũng đã chiếm một địa vị rất cao[11].
- Hoàng Trọng Thược: Nói đến thi sĩ đất Thần kinh, trước hết phải kể đến ba anh em Tùng Thiện Vương, Tuy Lý Vương và Tương An Quận vương. Họ chẳng những nổi tiếng ở Việt Nam, mà cả Trung Quốc thời bấy giờ cũng phải khâm phục[12].
- Từ điển văn học (bộ mới):

Thơ Miên Bửu có một số bài đề cập đến sinh hoạt nhàn nhã của những người trong hoàng phái, mô tả cuộc sống dưới dạng thanh bình no đủ, đề cao công đức triều Nguyễn...phần này không có giá trị gì mấy...Đáng chú ý là mảng thơ trữ tình, đa sầu, đa cảm. Như ông xót thương người kỹ nữ bạc mệnh (Đại nhân điếu kỹ - Thay người điếu kỹ nữ), buồn trước những dấu tích lịch sử hưng phế (Long Biên hoài cổ thứ vận phụng họa Minh Tĩnh chủ nhân - Long Biên hoài cổ, kính họa theo vần Minh Tĩnh chủ nhân) và ngậm ngùi với mọi đổi thay của cảnh sắc thiên nhiên (Thu khuê - Phòng khuê mùa thu, Sầu tư - Nhớ sầu, Dạ tọa đối nguyệt vịnh sầu - Đêm ngồi ngắm trăng vịnh nỗi sầu, Xuân nhật khúc từ - Những lời trong buồng khuê ngày xuân...).
Ngoài ra, ông cũng làm một số bài thơ tình, tình cảm khá chân thật dù hình ảnh chỉ là ước lệ (Trách tình nhân lỗi hẹn, Không đề). Và từ khi ông bị nghi ngờ, thơ ông càng tăng chất u buồn, chứa đựng tâm sự của người lo"cháy thành vạ lây", vọng về quá khứ, xót thương người tri kỷ, nói lên thói tình bạc bẽo, tráo trở...Thơ ông giàu hình ảnh, âm điệu, cách dùng điển tích, sử dụng ngôn ngữ điêu luyện và mạnh bạo, nhiều khi không theo nếp mòn xưa cũ...

## Một số bài thơ
| Thuật sự Cận nhật thư trai nhất sự vô, Bằng song ngột ngột tọa như ngu. Ninh hưu lộng xảo thêm xà túc, Bất cảm khoa hùng loát hổ tu. Thủ chuyết tiện thành diên thọ thuật, Thận ngôn tức thị hộ thân phù. Thế gian tối thiểu tri cơ giả, Tiếu ngã hành tàng thậm viễn vu. Tạm dịch: Phòng sách việc đời tránh bấy nay, Nương song vò võ tựa đần ngây. Trò thêm chân rắn đừng khoe khéo, Chuyện vuốt râu hùm dám nói hay. Giữ vụn lại thành thêm tuổi thọ, Gìn lời ấy chính bớt ương tai. Thế gian kẻ biết cơ trời ít, Cười tớ hành tàng chuyện nước mây. | Trăm thương (trích) ...Thương ôi! bóng ngả ngàn dâu, Ngựa qua cửa hé, sao sầu ban mai. Thương ôi! xuân bất tái lai, Kẻ tài người sắc biết ai đó chừ? Thương ôi! nay khóc người xưa, Người xưa có biết bây giờ mà thương! Dầu có thương, không thương cũng chớ, Dầu không thương, không nhớ cũng thôi. | ...Thương là thương sinh ly, tử biệt, Khiến người dưng thảm thiết lọ ta! Thương thay con tạo khéo ngoa, Thấy người nằm đó, biết ta đời nào? Thương thay đổi vật dời sao, Bể sâu cũng cạn, non cao cũng bằng. Biết làm răng oán chừ cho được? Thương phản hồn không chước hồi sanh. Thương thay một tấm Thôi thành, Cỏ cao trăm thước, rêu doanh mấy màu. Thương nhau xin nhớ lời nhau: Đừng năng dây ngọc mà đau lòng vàng . |